# Государственная марка
Государственная марка (нем. Staatsmark) — общее название серебряных монет Любека, Гамбурга, Висмара и Люнебурга, которое было принято по решению союза Свободных Ганзейских городов от 29 декабря 1502 года. В 1566 году государственную марку закрепили более весомой валютой союза — талером.

## История
29 декабря 1506 года Союзом Свободных Ганзейских городов Любеком, Гамбургом, Люнебургом и Висмаром было принято решение об изготовлении совместных монет для всех земель союза с одинаковым содержанием металла. Из 1 эталонной марки изготавливали 12-13 государственных марок (11¾ и 12¼ лоты веса в 1 марке). 13 марок = 1 талер. С 1515 года 14 государственных марок составляли 2 унций серебра, а из 1 эталонной марки стали изготавливать 11 марок.
В 1524 году Карл V подписал Эслингенский имперский монетный устав, согласно которому вес определяли по кельнской марке (233, 856 грамма).
Государственная марка выпускалась в трёх вариантах. Проба серебра в каждой разновидности марки была разной: 906,25 и 930,5. Вес монет на марку был от 19,7 до 19,1 грамма, а в самой марке содержалось от 17,6 до 18 граммов чистого серебра.
На аверсе всех марок изображались три герба союза, из которых складывался треугольник. В треугольнике изображался герб Любека. По кругу чеканилась надпись: Государственная марка Любека (нем. Status marce lubice).
Кроме марок и талеров в обращении того периода находились виттены, плафферты и пфенниги. В 1566 году, после принятия Аугсбургского монетного устава и после формирования денежной системы нижнесаксонских земель, талер стал основной валютой.